# Црква Свете Петке на Дубу
Црква Свете Петке на Дубу, археолошком локалитету који се налази у атару села Мала Врбница, у општини Брус, подигнута је 2004. године. Црква припада Епархији крушевачкој Српске православне цркве и посвећена је Светој Петки.

## Дуб (археолошки локалитет)
Дуб је археолошки локалитет на коме су су 1998. године откривени темељи једнобродне базилике из ранохришћанског периода (5–6. век), који су истражени и конзервирани. На основу откопаних остатака овај локалитет стручњаци доводе у директну везу са ранохришћанском базиликом на локалитету Небеске столице на Копаонику.
На откривеним темељима нови храм је сазидан у складу са условима надлежног Завода за заштиту споменика културе. У храму се служе редовне службе, а на дан свете Петке велики број житеља се окупља на прослави црковне славе.